# Kodabal, Haveri
Kodabal là một làng thuộc tehsil Haveri, huyện Haveri, bang Karnataka, Ấn Độ.